# Ferrocarriles Argentinos (2015)
Die Ferrocarriles Argentinos Sociedad del Estado (FASE oder FA) ist ein argentinisches Staatsunternehmen, das 2015 mit Gesetz Ley N° 27.132 gegründet wurde, um als Holding die bestehenden staatlichen Eisenbahnunternehmen (siehe Tabelle) zu bündeln. FASE untersteht direkt dem Verkehrsministerium und hat seinen Sitz im Bahnhof Buenos Aires Plaza Constitución.

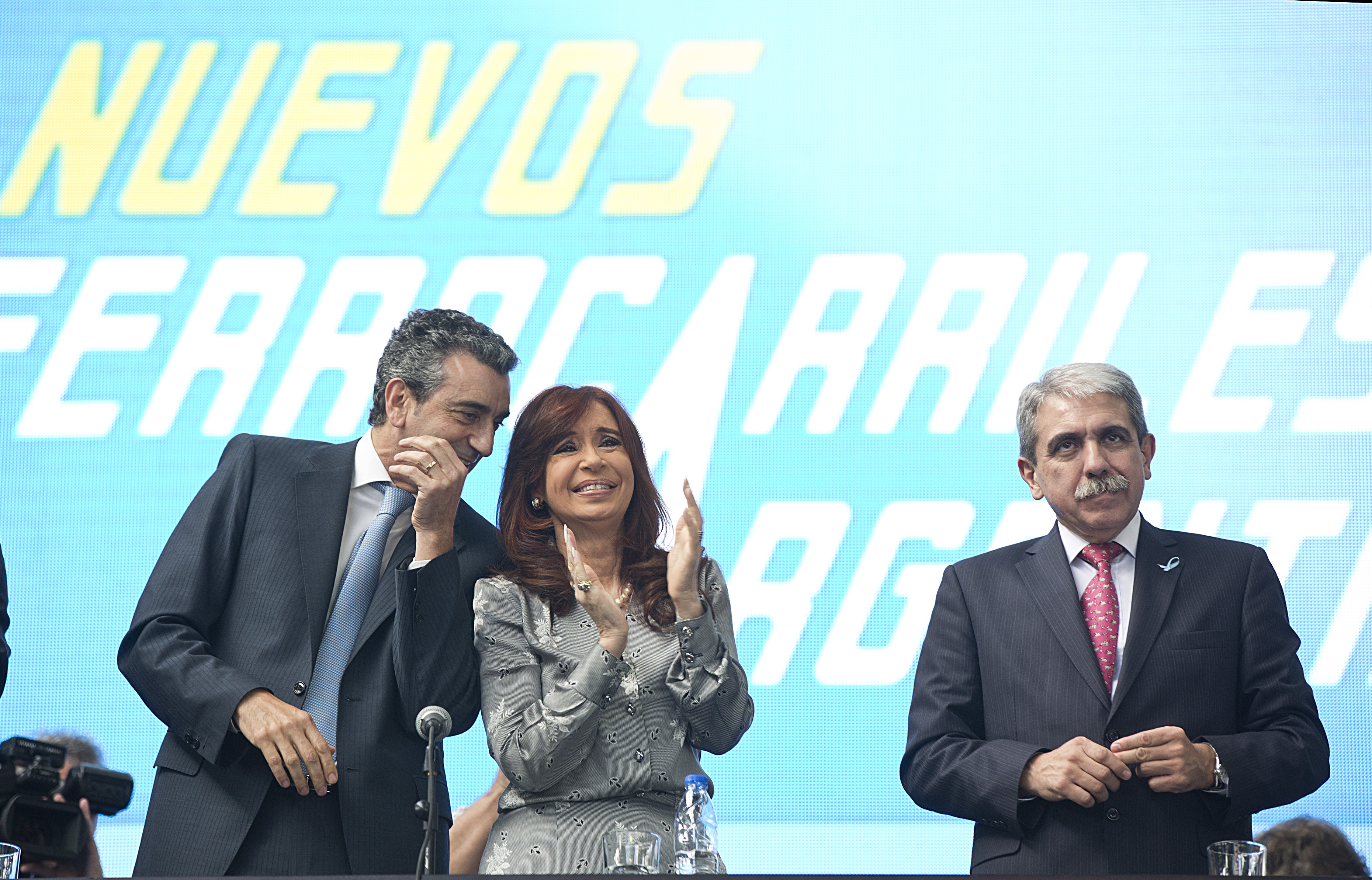
Cristina Kirchner bei der Gründung von Ferrocarriles Argentinos im Mai 2015 (links Florencio Randazzo und rechts Aníbal Fernández)

2021 wurde FASE mit (mehr) Personal und einem neuen Logo ausgestattet. Es sollen Funktionsüberschneidungen, Konflikte und Missverständnisse zwischen den Tochterunternehmen vermieden werden.
FASE ist seit 2023 UIC-Mitglied.
Präsident der FASE ist Luis Federico Canedi.
| Marke | Firma                                              | Abkürzung | Tätigkeit           | Gegründet |
| ----- | -------------------------------------------------- | --------- | ------------------- | --------- |
|       | Operadora Ferroviaria SE                           | SOFSE     | Personenverkehr     | 2008      |
|       | Administración de Infraestructuras Ferroviarias SE | ADIF      | Infrastruktur       | 2008      |
|       | Sociedad Belgrano Cargas y Logística SA            | BCyL      | Güterverkehr        | 2013      |
|       | Desarrollo del Capital Humano Ferroviario SAPEM    | DECAHF    | Personalentwicklung | 2020      |

## Personenverkehr
Trenes Argentinos Operaciones betreibt verschiedenen Personenverkehr im argentinischen Eisenbahnnetz. Im Einzelnen sind es:
- Schienenpersonenfernverkehr von Buenos Aires zu vielen Zielen in Argentinien (Zum Beispiel nach Bahía Blanca und nach Mar del Plata)
- Schienenpersonennahverkehr
- Vorortbahnen von Buenos Aires (Línea Roca, Línea Sarmiento, Línea Mitre, Línea San Martín und Línea Belgrano Sur)
- Tren de la Costa
- Touristenzug von Mercedes nach Tomás Jofré

Die einzige internationale Verbindung führt von Posadas über die Puente Internacional San Roque González de Santa Cruz nach Encarnación in Paraguay.

## Güterverkehr
Die als Trenes Argentinos Cargas (TACyL) auftretende Güterverkehrssparte Belgrano Cargas y Logística SA der Ferrocarriles Argentinos ist in den Teilnetzen Belgrano, Urquiza und San Martín tätig. Im Juli 2025 wurde die Privatisierung der Gesellschaft angekündigt.